# Fristaten Lippe
Fristaten Lippe var en delstat i Tyska riket som uppstod ur Furstendömet Lippe 1918 och upplöstes två år efter Tysklands nederlag i andra världskriget.
Enligt författningen 21 december 1920 valdes den av 21 ledamöter bestående lantdagen för fyra år genom allmän, hemlig och direkt rösträtt efter proportionell valmetod. Folket har rätt till initiativ och omröstning i lagstiftningsfrågor samt om lantdagens upplösning, och för sådana "folkavgöranden" fordras deltagande av minst halva antalet röstberättigade.

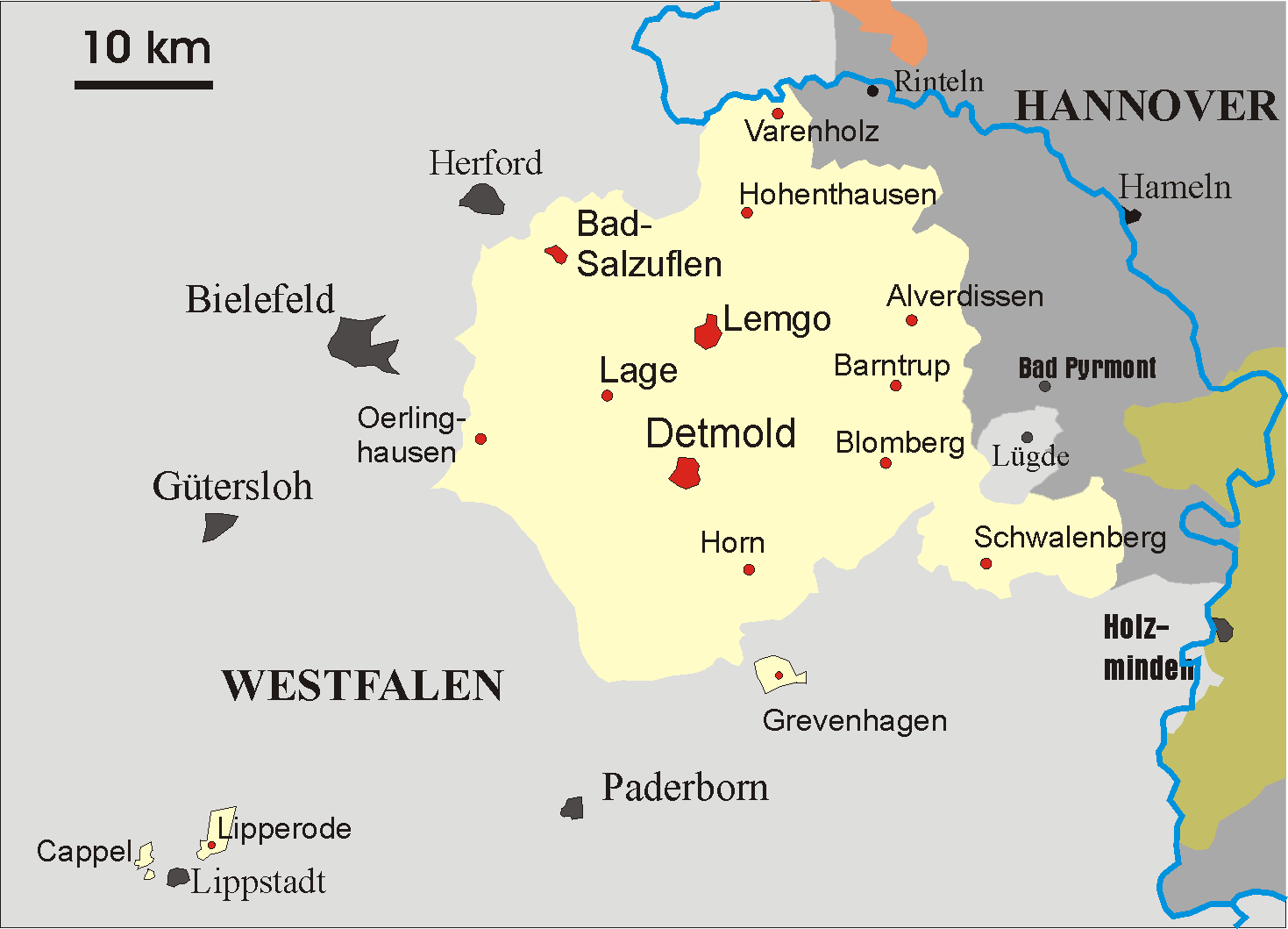
Karta över Lippe i Tyska riket, 1923-46.

Regeringen (Landespräsidium) utövades kollegialt av tre av lantdagen valda ledamöter, som måste avgå vid misstroendevotum från lantdagens sida.
Furst Leopold IV av Lippe abdikerade 12 november 1918 i samband med tyska revolutionen. Furstehuset erhöll juli 1919 en likvidationssumma på en miljon mark och rätt att behålla två slott. I 1919 års författningsgivande landsförsamling hade socialdemokraterna en svag majoritet (11 mot 10 borgerliga); i den 1921 valda lantdagen hade de borgerliga majoritet (2 demokrater, 4 av tyska folkpartiet och 5 tysknationella mot 8 socialister och 1 kommunist samt 1 partilös).
Efter andra världskriget införlivades Lippe med det nya förbundslandet Nordrhein-Westfalen, där det blev en del av Kreis Lippe.

## Källa
Den här artikeln är helt eller delvis baserad på material från Nordisk familjebok, Lippe, 1904–1926.